# Liste der denkmalgeschützten Objekte in Postřekov
Grundlage dieser Liste der denkmalgeschützten Objekte in Postřekov ist die ÚSKP-Liste (Ústřední seznam kulturních památek České republiky, deutsch Zentrale Liste der Kulturdenkmäler der Tschechischen Republik), die von der tschechischen Denkmalschutzbehörde NPÚ (Národní památkový ústav, deutsch Nationale Denkmalbehörde) seit 1987 geführt wird und an die seit dem Jahr 1850 geschaffenen Listen anschließt.

## Denkmalgeschützte Objekte nach Ortsteilen

### Postřekov
| Lage                                           | Objekt        | Beschreibung                                | ÚSKP-Nr.                  | Bild           |
| ---------------------------------------------- | ------------- | ------------------------------------------- | ------------------------- | -------------- |
| Postřekov am südwestlichen Ortsrand (Standort) | Jakobskapelle | 19. Jahrhundert, Altar von Jaroslav Špillar | 10360/4-4886 Info Katalog | weitere Bilder |
| Postřekov 47 (Standort)                        | Bauernhof     |                                             | 36154/4-2189 Info Katalog | weitere Bilder |